# 26 Bootis
26 Bootis, som är stjärnans Flamsteed-beteckning, är en ensam stjärna i den mellersta delen av stjärnbilden Björnvaktaren. Den har en skenbar magnitud på ca 5,90 och är svagt synlig för blotta ögat där ljusföroreningar ej förekommer. Baserat på parallaxmätning inom Hipparcosuppdraget på ca 17,3 mas, beräknas den befinna sig på ett avstånd på ca 176 ljusår (ca 54 parsek) från solen. Den rör sig närmare solen med en heliocentrisk radiell hastighet på −17 km/s.

## Egenskaper
26 Bootis är en gul till vit underjättestjärna av spektralklass F2 IV, som anger att den har förbrukat förrådet av väte i dess kärna och på väg att utvecklas till en jättestjärna. Den har en massa som är ca 1,5 gånger solens massa, en radie som är ca 2,4 gånger större än solens och utsänder ca 12 gånger mera energi än solen från dess fotosfär vid en effektiv temperatur på ca 6 800 K.
26 Bootis är en känd källa till radiostrålning.